# Rina Hidaka
Rina Hidaka (日高 里菜?, Hidaka Rina; Prefettura di Chiba, 15 giugno 1994) è un'attrice e doppiatrice giapponese.
È affiliata alla Office Osawa.

## Doppiaggio
I ruoli più importanti sono evidenziati in grassetto.

### Anime
2008
- Michiko e Hatchin come Michiko (giovane)
- Il lungo viaggio di Porfi come Rebecca (giovane)
- xxxHOLiC: Kei come Kohane Tsuyuri[1]

2009
- Sorridi, piccola Anna come Anne Shirley[1]
- Nogizaka Haruka no himitsu: Purezza come Miu Fujinomiya
- To aru majutsu no index come Last Order[1]

2010
- Bakuman. come Mina Azuki[1]
- Densetsu no Yuusha no Densetsu come Bueka
- Katanagatari come Konayuki Itezora[1]
- Ladies versus Butlers! come Mimina Ōsawa[1]
- MAJOR (sesta stagione) come Sunday
- Mayoi Neko Overrun! come Honoka (ep 10)
- Star Driver: kagayaki no takuto come Mizuno Yō[1]
- The World God Only Knows come Lime (ep 7)
- To aru majutsu no index come Last Order[1]

2011
- Dantalian no Shoka come Patricia Nash (ep 6)
- Yumekui Merry come Minato Kisaragi (ep 3)
- Viaggio verso Agartha (Hoshi o ou kodomo) come Mana
- Ro-Kyu-Bu! come Airi Kashii[1]
- Sengoku Otome: Momoiro Paradox come Yoshino "Hideyoshi" Hide[1]
- Tiger & Bunny come Kaede Kaburagi[1]

2012
- Sword Art Online come Silica / Keiko Ayano
- Accel World come Yuniko Kozuki
- Ano natsu de matteru come Rinon
- Inu x Boku SS come Ririchiyo Shirakiin

2013
- Sasami-san@Ganbaranai come Tamamo-no-Mae
- Bakuman. 3 come Mina Azuki
- Muramasa Rebirth come Okoi
- Strike the Blood come Nagisa Akatsuki
- Tamako Market come Anko Kitashirakawa

2014
- Sword Art Online II come Silica / Keiko Ayano
- NAtURAL DOCtRINE come Mel
- Black Bullet come Enju Aihara
- Girl Friend BETA come Nae Yuki
- Sword Art Online II come Silica / Keiko Ayano

2017
- Fire Emblem Heroes come Veronica
- Sword Art Online The Movie: Ordinal Scale come Silica / Keiko Ayano
- Senki Zesshō Symphogear AXZ come Prelati
- Dragon Quest Rivals come Lukoria e Rezerotta
- Xenoblade Chronicles 2 come Ursula

2018
- Ryūō no oshigoto! come  Ai Hinatsuru
- Alice or Alice come Airi
- Juliet in collegio come Kochō Wan
- Märchen Mädchen come Lynne Daves
- Dragalia Lost come Veronica e Siren
- Tonari no kyūketsuki-san come Sakuya Kurai
- Toaru Majutsu no Index Ⅲ come Last Order

2019
- That Time I Got Reincarnated as a Slime come Milim Nova
- The Rising of the Shield Hero (Filo)
- Kengan Ashura come Elena Robinson
- Val x Love come Mutsumi Saotome

2020
- Kaguya-sama: Love is War come Kobachi Osaragi
- Date A Live Fragment: Date A Bullet come Panie Ibusuki
- Dungeon ni deai o motomeru no wa machigatteiru darō ka Ⅲ come Wiene
- Kuma Kuma Kuma Bear come Noire Foschurose

2021
- Tropical-Rouge! Pretty Cure come Laura La Mer/Cure La Mer
- Vlad Love come Mai Vlad Transylvania
- Vivy: Fluorite Eye's Song come Ophelia
- Shaman King come Pirika Usui
- Tsukihime: A piece of blue glass moon come Mio Saiki

2022
- Shikimori's Not Just a Cutie come Yui Hachimitsu
- Goddess of Victory: Nikke come Neon

2023
- Tomo-chan is a Girl! come Misuzu Gondo
- The Eminence in Shadow - Un giorno sarò l'eminenza grigia come Claire Kagenō
- Fire Emblem: Engage come Veronica
- I tormenti della vampira reclusa come Gertrude[2]
- Ragna Crimson come Starlia Lese
- Dragon Quest X: Rise of the Five Tribes Offline come Lukoria e Rezerotta

2024
- Shangri-La Frontier come Emul